# Club Deportivo Anáhuac
El Club Deportivo Anáhuac fue un equipo de fútbol mexicano que jugó en la Segunda división mexicana y en la antigua Liga del Norte. Tuvo como sede la ciudad de Monterrey, Nuevo León.
El 30 de agosto de 1953 en el Estadio Tecnológico jugó el primer clásico regiomontano oficial contra el Club de Fútbol Monterrey, juego donde lograron salir triunfantes con un marcador de 3-0. Esa misma temporada, la 1953-54 de la Segunda división mexicana, se volvieron a enfrentar el 6 de diciembre de 1953, siendo de nuevo triunfo para el Deportivo Anáhuac, esta vez por marcador de 1-0 con gol de Cristóbal Liñán. En 1957 deja de existir y da lugar el Club de Fútbol Nuevo León.

## Historia
El Club Deportivo Anáhuac fue fundado por Don José Fidalgo, y desde su aparición en el terreno amateur primero con el nombre de España, sobresalió tanto que se le inscribió en el circuito de ascenso del balompié de paga.
El Club de Fútbol Monterrey debutó en Segunda División la temporada 1952-53 y uno de sus partidos amistosos fue contra el Anáhuac, entonces líder indiscutible de la Liga Oficial Amateur. Ese encuentro se realizó en el Campo Bachilleres, el 20 de diciembre de 1952 y terminó empatado a cinco goles.
Después de este resultado los dirigentes del equipo se animaron para registrar a los "Gavilanes" en Segunda División, donde debutaron la campaña 1953-54. Con la presidencia de José Fidalgo y la dirección técnica del español José Muguerza, el plantel de los también llamados "Camioneros" o "Transportistas" fue el siguiente:
Rodolfo Marrón, Daniel Reynoso, Alberto Vanderkamp, Sergio Serdio, Reyes Cortés, Ricardo Ávila, José Mercado, Alfonso Villarreal, Agustín Hernández, Humberto Terrón, J. Jesús Parrilla, Luis Fernández, Miguel Martínez, Miguel "Ratón" Hernández. Otros jugadores que se destacaron fueron Arnulfo Avilán, Cristóbal Liñán, Pablo Muñiz, Miguel Sandoval, Ricardo Caballero, Luis Álvarez, Roberto Gálvez, Isidro Dávila, Carlos Sánchez, Joaquín Parrilla, Jesús "Cachunis" Gómez, Enrique Mares y Daniel Thompson.
El debut del Deportivo Anáhuac en Segunda División profesional fue el 9 de agosto de 1953 en el Estadio Tecnológico con victoria de 2-0 sobre el Atlético Veracruz. Jesús "Cachunis" Gómez, marcaría el primer gol de tiro libre, y Miguel Sandoval, completo la cuente de goles de los "Gavilanes". La alineación ese día fue la siguiente: Daniel Thompson. Alberto Vanderkamp, Sergio Serdio y Reyes Cortés; Humberto Terrón y Jesús Parrilla; Arnulfo Avilán, Cristóbal Liñán, Pablo Muñiz, Miguel Sandoval y Jesús "Cachunis" Gómez.
Tras perder los dos siguientes partidos, Anáhuac venció al Monterrey 3-0 en lo que fue el primer Clásico oficial de la historia del fútbol regiomontano. Se realizó el 30 de agosto de 1953 en el Estadio Tecnológico, que mostró entrada récord. Los "Gavilanes" hicieron honor a su condición de favoritos y se impusieron claramente con goles de Joaquín Parrilla "Parrilla II", Luis Álvarez y Arnulfo Avilán. El árbitro del encuentro fue Carlos Paniagua Mar y los equipos alinearon de la siguiente manera:
Anáhuac: Daniel Thompson; Vanderkamp, Serdio y Jesús Parrilla; Terrón y Álvarez; Avilán, Joaquín Parrilla, Caballero, "Chale" Rivera y Jesús "Cachunis" Gómez. Técnico José Muguerza.
Monterrey: Jesús González Mora; Luis Pando, Miguel "Loco" Contreras y Jesús "Chuta" Medina; Carlos "Chato" Bautista y "Pelón" Gutiérrez; Ángel Villalpando, Ramiro Luna, José Olmos, Merced "Chita" Aldrete y Nacho Gómez. Su técnico era Rafael Navarro Corona "Navarrito".
Monterrey y Anáhuac sostuvieron ocho Clásicos, de Liga y Copa, y el dominio siempre fue para los "Gavilanes", pues los blanquiazules solamente pudieron ganar uno y empatar otro. El único triunfo de Monterrey fue por 2-1 con goles de Julián "Guámara" Torres y Humberto Terrón, mientras que por los camioneros anotó Luis Álvarez, mientras que el empate fue 1-1 con gol del "Molestias" Núñez y Copado anotó por Anáhuac.
Por su parte, los "transportistas" se impusieron primero 3-0; después 1-0 con gol de Cristóbal Liñán y 2-1 con tantos del "Chale" Rivera y Luis Álvarez, en esa ocasión por Monterrey anotó Efrén "Gus" Núñez. Después, ganaron 2-0 con goles del "Zorro" Vargas y Copado; de nuevo 3-0 con anotaciones del "Zorro" Vargas, Sandoval y Bedoya y 2-0 con dos goles de Luis Álvarez.
Al finalizar la temporada 1953-54, los Gavilanes quedaron en cuarto lugar con 23 puntos, nueve menos que el campeón Irapuato, pero 11 más que el Monterrey que sería el sotanero general. Para el torneo 1954-55 los "Camioneros", dirigidos por Pepe Muguerza, debutaron con triunfo de 3-2 sobre el Politécnico de México con dos goles de Álvarez y otro de Bedoya.
En esas primeras jornadas, Anáhuac lucía como favorito para conquistar el título, sin embargo La Piedad lo venció 3-2 en la décima jornada, los desbancó del liderato, y de allí en adelante fue perdiendo toda posibilidad de ser campeón, aunque una vez más terminó arriba del Monterrey con 29 puntos por tan sólo 23 de los blanquiazules.
De todos modos, sus problemas económicos fueron graves, por lo que la directiva pidió permiso para no competir la campaña 1955-56, pero ya nunca regresó. El último juego de este equipo regiomontano fue el 17 de abril de 1955, dentro del Torneo de Copa México de Segunda División de México.
Esa fecha cayó 2-1 ante Laguna de Torreón con goles del "Camote" Aragón y del "Chino" Yassin. El "Zorro" Vargas anotó el último en la historia de los "Gavilanes". La última alineación del legendario Club Deportivo Anáhuac fue la siguiente: Filemón "Bragaña" Torres, Sergio Serdio, Pablo Thompson y Muñiz: "Zorro" Vargas y Aceves: Bedoya, Luis Álvarez, Beovide, Rivera y Sandoval.